# FCGR1A
FCGR1A‏ (Fc fragment of IgG receptor Ia) هوَ بروتين يُشَفر بواسطة جين FCGR1A في الإنسان.